# Raymond Rouleau
Pour les articles homonymes, voir Rouleau.
Raymond Rouleau est un acteur, réalisateur et metteur en scène belge, né le 4 juin 1904 à Bruxelles et mort le 11 décembre 1981 à Paris.

## Biographie
Edgar Marie Raymond Rouleau naît en 1904 à Bruxelles.
Après des études au Conservatoire royal de Bruxelles, Raymond Rouleau travaille à Bruxelles au Théâtre du Marais fondé et dirigé par Jules Delacre, un ami de Jacques Copeau et de Louis Jouvet. Il fonde ensuite avec Norge toujours à Bruxelles le Groupe Libre, théâtre surréaliste pour lequel René Magritte dessine des décors. Après avoir fondé le Nouveau Théâtre du Marais et y avoir monté Le Mal de la Jeunesse de Ferdinand Bruckner, il quitte définitivement Bruxelles au début des années 1930 pour Paris où il avait déjà travaillé notamment avec Antonin Artaud et Charles Dullin. Plusieurs membres de sa troupe, tels Tania  Balachova, Madeleine Ozeray, Solange Moret ou Jean Servais le suivent et feront carrière en France. Dans les années 1930, il se tourne vers le cinéma comme réalisateur et/ou comme acteur travaillant entre autres avec Marc Allégret et Georg Wilhelm Pabst.
Engagé volontaire le 24 mai 1940, il est affecté aux Sections Sanitaires du front le 30 mai. Il reçoit la croix de guerre – citation du 29 juin 1940 – et la médaille des engagés volontaires. Il est prisonnier de juillet à septembre 1940.
Avec Jean-Louis Barrault et Julien Bertheau, il est le cofondateur de l'École du Comédien (1942-1944).
De 1944 à 1951, il dirige le Théâtre de l'Œuvre avec Lucien Beer. Il sera le premier grand acteur à servir au cinéma les dialogues de Michel Audiard, jouant le pétillant reporter Georges Masse dans Mission à Tanger, en 1949, puis dans Méfiez-vous des blondes, en 1950, et Massacre en dentelles, en 1951, tous réalisés par André Hunebelle.
En 1958, il fonde le « Nouveau Cartel » avec André Barsacq, Jean Mercure et Jean-Louis Barrault.
Il fut marié aux actrices Tania Balachova, Françoise Lugagne et Françoise Crémieux (1939-2014). Il est le père de Philippe Rouleau et Fabrice Rouleau, nés de son union avec Françoise Lugagne.

## Filmographie

### Comme réalisateur

#### Cinéma
- 1932 : Suzanne
- 1933 : Une vie perdue (coréalisateur : Alexandre Esway)
- 1936 : Rose
- 1937 : Trois, six, neuf
- 1937 : Le Messager
- 1946 : Le Couple idéal (coréalisateur : Bernard-Roland)
- 1956 : Les Sorcières de Salem
- 1962 : Les Amants de Teruel

#### Télévision
- 1967 : Hedda Gabler d'Henrik Ibsen
- 1968 : Orphée de Monteverdi, théâtre filmé, mise en scène Raymond Rouleau, directeur de télévision italienne Fernanda Turvani
- 1971 : Les amants de Téruel, ballet filmé, mise en scène Raymond Rouleau
- 1972 : Ruy Blas de Victor Hugo, mise en scène Raymond Rouleau pour la Comédie-Française
- 1973 : L'École des femmes de Molière, théâtre filmé, mise en scène Jean-Paul Roussillon
- 1974 : Hernani de Victor Hugo, théâtre filmé, mise en scène Robert Hossein.
- 1974 : Le Tour d'écrou de Henry James.
- 1975 : Ondine de Jean Giraudoux, mise en scène Raymond Rouleau pour la Comédie-Française, avec Isabelle Adjani dans le rôle d'Ondine.
- 1975 : La Fleur des pois d'Édouard Bourdet, mise en scène Raymond Rouleau.
- 1975 : Bérénice de Jean Racine, mise en scène Raymond Rouleau pour la télévision, avec Danièle Lebrun et Laurent Terzieff.
- 1979 : La Plus forte d'August Strindberg, adaptation et mise en scène Raymond Rouleau pour la télévision, avec Gaby Sylvia et Tanya Lopert.
- 1979 : Le Destin de Priscilla Davies d'après Dans la cage de Henry James.

### Comme acteur
- 1928 : L'Argent de Marcel L'Herbier - Jantron
- 1929 : Autour de l'argent - court métrage, documentaire (40 min) de Jean Dréville - Lui-même
- 1930 : Ce soir à huit heures de Pierre Charbonnier - court métrage -
- 1931 : Une idylle à la plage d'Henri Storck - court métrage - Le soldat
- 1932 : Suzanne de Léo Joannon et Raymond Rouleau
- 1932 : La Femme nue de Jean-Paul Paulin - Pierre Bernier
- 1932 : Le Jugement de minuit d'Alexander Esway et André Charlot - Beny
- 1933 : Une vie perdue de Raymond Rouleau et Alexandre Esway - Paul Dréhant
- 1933 : Volga en flammes de Victor Tourjansky avec Danielle Darrieux - Schalin
- 1934 : Vers l'abîme d'Hans Steinhoff et Serge Veber - Rist
- 1935 : Les Beaux Jours de Marc Allégret - Boris, le second amoureux de Sylvie
- 1936 : Donogoo de Reinhold Schünzel et Henri Chomette - Pierre
- 1936 : Le cœur dispose de Georges Lacombe
- 1937 : L'Affaire Lafarge de Pierre Chenal - Maître Lachand
- 1938 : Conflit de Léonide Moguy - Michel Lafont
- 1938 : Le Drame de Shanghaï de Georg Wilhelm Pabst avec Louis Jouvet - Franchon
- 1939 : Coups de feu de René Barberis - Le lieutenant Stanislas de Glombinsky
- 1940 : Documents secrets de Léo Joannon - Le radio
- 1941 : Premier bal de Christian-Jaque - Jean de Lormel
- 1941 : Le Duel de Pierre Fresnay - Henri Maurey
- 1941 : Mam'zelle Bonaparte de Maurice Tourneur - Philippe de Vaudray
- 1941 : L'Assassinat du Père Noël de Christian-Jaque - Le baron Roland de La Faille
- 1942 : La Femme que j'ai le plus aimée de Robert Vernay - L'auteur
- 1942 : Dernier Atout de Jacques Becker - Clarence
- 1942 : L'Honorable Catherine de Marcel L'Herbier - Jacques Tavère
- 1942 : Etoiles de demain de René Guy-Grand - court métrage, documentaire - Lui-même
- 1943 : Le Secret de Madame Clapain d'André Berthomieu - François Berthier
- 1943 : Monsieur des Lourdines de Pierre de Hérain - Anthime de Lourdines
- 1943 : L'aventure est au coin de la rue de Jacques Daniel-Norman - Pierre Trévoux
- 1944 : Falbalas de Jacques Becker - Philippe Clarence, créateur de mode
- 1945 : Le Couple idéal de Bernard-Roland - Diavolo/Henri
- 1946 : Dernier Refuge de Marc Maurette - Philippe
- 1947 : Vertiges de Richard Pottier - Le docteur Jean Favier
- 1947 : L'aventure commence demain de Richard Pottier avec Isa Miranda - Claude Largeais
- 1947 : Une grande fille toute simple de Jacques Manuel  - Simon
- 1948 : L'Inconnu d'un soir de Max Neufeld et Hervé Bromberger - Le roi Jean IV
- 1949 : Mission à Tanger d’André Hunebelle - Georges Masse, le journaliste aventurier
- 1950 : Les femmes sont folles de Gilles Grangier - Claude Barrois
- 1950 : Méfiez-vous des blondes d’André Hunebelle  - Georges Masse, le journaliste aventurier
- 1951 : Ma femme est formidable d'André Hunebelle - Simple apparition en lui-même se faisant gifler par Sylvie
- 1951 : Vedettes sans maquillage de Jacques Guillon - court métrage, documentaire (27 min) - Lui-même
- 1951 : Devoirs de vacances de Jean-Jacques Delafosse - court métrage, documentaire (15 min) - Lui-même
- 1951 : Tapage nocturne de Marc-Gilbert Sauvajon - Le commissaire Legrand
- 1952 : Saint-Tropez, devoir de vacances de Paul Paviot - court métrage, documentaire (23 min)  - Lui-même
- 1952 : Massacre en dentelles d’André Hunebelle - Georges Masse, le journaliste aventurier
- 1952 : Brelan d'as d'Henri Verneuil, dans le sketch : Le Mort dans l'ascenseur - L'inspecteur Wens
- 1952 : Il est minuit, Docteur Schweitzer d'André Haguet - Le commandant Lieuvin
- 1954 : Les Intrigantes d'Henri Decoin - Paul Rémi, directeur de théâtre
- 1956 : Une fille épatante de Raoul André
- 1957 : Les Sorcières de Salem de Raymond Rouleau - Le gouverneur Danforth
- 1958 : Le Fric de Maurice Cloche - Williams
- 1964 : La Cité de l'indicible peur de Jean-Pierre Mocky - M. Chabriant, le maire du village
- 1965 : Deux heures à tuer d'Yvan Govar - M. de Rock

## Théâtre

### Auteur
- 1929 : L'Admirable Visite de Raymond Rouleau, mise en scène Charles Dullin, Théâtre de l'Œuvre

### Adaptateur
- 1939 : Virage Dangereux de John Boynton Priestley, Théâtre de l'Œuvre(coadaptateur)
- 1941 : Les Jours de notre vie d'Andreïev
- 1952 : Anna Karénine d'après Tolstoï au Théâtre de la Renaissance [3]
- 1959 : La Descente d'Orphée d'après Tennessee Williams Théâtre de l'Athénée [4]
- 1981 : Thérèse Raquin d'après Émile Zola TBB THéâtre de Boulogne Billancourt

### Comédien
- 1931 : Amitié de Michel Duran, mise en scène Raymond Rouleau, Théâtre du Marais Bruxelles
- 1937 : Les Indifférents d'Alberto Moravia, mise en scène Paulette Pax, Théâtre de l'Œuvre
- 1937 : L'Opéra de quat'sous de Bertolt Brecht, mise en scène Francesco von Mendelssohn, Raymond Rouleau, Théâtre de l'Étoile
- 1938 : Virage dangereux de John Boynton Priestley, Théâtre Pigalle
- 1940 : Le Loup-Garou de Roger Vitrac, mise en scène Raymond Rouleau, Théâtre des Noctambules
- 1944 : Virage dangereux de John Boynton Priestley, Théâtre de l'Œuvre
- 1947 : Virage dangereux de John Boynton Priestley, Théâtre de Paris
- 1947 : Rue des anges de Patrick Hamilton, adaptation Louis Verneuil, mise en scène Raymond Rouleau, Théâtre de Paris
- 1948 : Le Voleur d'enfants de Jules Supervielle, Théâtre de l'Œuvre
- 1949 : Le Sourire de la Joconde d'Aldous Huxley, Théâtre de l'Œuvre
- 1950 : La neige était sale de Frédéric Dard d'après Georges Simenon, Théâtre de l'Œuvre
- 1952 : Siegfried de Jean Giraudoux mise en scène de Claude Sainval, Comédie des Champs-Elysées
- 1955 : Pour le meilleur et le pire de Clifford Odets, Théâtre des Mathurins
- 1958 : Virage dangereux de John Boynton Priestley, Théâtre Edouard VII, Théâtre Michel
- 1961 : Les Papiers d'Aspern de Michael Redgrave d'après Henry James, adaptation Marguerite Duras, Robert Antelme, mise en scène Raymond Rouleau, Théâtre des Mathurins
- 1963 : Le Fil rouge d'Henry Denker, Théâtre du Gymnase
- 1966 : Hier à Andersonville d'Alexandre Rivemale, Théâtre de Paris
- 1968 : Dialogues d'exilés de Bertolt Brecht, mise en scène Tania Balachova, Théâtre des Mathurins

### Metteur en scène
- 1931 : Amitié de Michel Duran, Théâtre du Marais Bruxelles
- 1932 : Amitié de Michel Duran, Théâtre des Nouveautés
- 1932 : La Fleur des Pois d'Édouard Bourdet, Théâtre de la Michodière
- 1932 : Le Mal de la Jeunesse, Théâtre de l'Œuvre, puis, Studio des Champs-Élysées
- 1934 : L'Homme de Denys Amiel, Théâtre Saint-Georges
- 1934 : Les Races de Ferdinand Bruckner, Théâtre de l'Œuvre
- 1934 : Les Frénétiques d'Armand Salacrou, Théâtre Daunou
- 1935 : Sérénade à trois de Noël Coward, Nouvelle Comédie
- 1937 : Altitude 3200 de Julien Luchaire, Théâtre de l'Étoile
- 1937 : L'Opéra de quat'sous de Bertolt Brecht, mise en scène avec Francesco von Mendelssohn, Théâtre de l'Étoile
- 1938 : Virage dangereux de John Boynton Priestley, Théâtre Pigalle
- 1939 : Britannicus de Racine, Théâtre du Gymnase
- 1939 : Peau Neuve de Jean-Bernard Luc, Théâtre de l'Œuvre
- 1940 : Le Loup-Garou de Roger Vitrac, Théâtre des Noctambules
- 1940 : Sainte-Jeanne de George Bernard Shaw, Théâtre de l'Avenue
- 1941 : Mon Royaume est sur la Terre de Jean-François Noël, Théâtre Hébertot
- 1941 : La Machine à écrire de Jean Cocteau, Théâtre Hébertot
- 1941 : Les Jours de notre vie de Leonid N. Andreieff, Théâtre Saint-Georges
- 1942 : Le Survivant de Jean-François Noël, Comédie des Champs-Élysées
- 1944 : Huis clos de Jean-Paul Sartre, Théâtre du Vieux-Colombier
- 1944 : Virage dangereux de John Boynton Priestley, Théâtre de l'Œuvre
- 1946 : Les Vivants d’Henri Troyat, Théâtre du Vieux-Colombier
- 1946 : Bonne Chance Denis de Michel Duran, Théâtre de l'Œuvre
- 1946 : Huis clos de Jean-Paul Sartre, reprise Théâtre de la Potinière
- 1947 : Virage dangereux de John Boynton Priestley, Théâtre de Paris
- 1947 : Rue des anges de Patrick Hamilton, adaptation Louis Verneuil, Théâtre de Paris
- 1948 : Le Voleur d'enfants de Jules Supervielle, Théâtre de l'Œuvre
- 1949 : Le Sourire de la Joconde d'Aldous Huxley, Théâtre de l'Œuvre
- 1949 : Le Corsaire de Marcel Achard, Théâtre National de Belgique, joué au Théâtre Royal des Galeries
- 1950 : Un tramway nommé Désir de Jean Cocteau d'après Tennessee Williams, Edouard VII suivi d'une tournée Georges Herbert et de galas au Théâtre des Champs-Elysées
- 1950 : La neige était sale de Frédéric Dard d'après Georges Simenon, Théâtre de l'Œuvre
- 1951 : Dominique et Dominique de Jean Davray, Théâtre Michel
- 1951 : Anna Karenine de Raymond Rouleau d'après Tolstoï, Théâtre de la Renaissance
- 1951 : Gigi[5] d'Anita Loos d'après Colette, Fulton Theatre Broadway
- 1952 : Quarante et quatre de Jean Davray, Théâtre Michel
- 1954 : Les Sorcières de Salem d'Arthur Miller, adaptation Marcel Aymé, Théâtre Sarah Bernhardt
- 1955 : Pour le meilleur et le pire de Clifford Odets, Théâtre des Mathurins
- 1956 : Cyrano de Bergerac d'Edmond Rostand, Théâtre Sarah Bernhardt
- 1958 : La gatta sul tetto che scotta de Tennessee Williams, Teatro Manzoni à Milan, création de l'œuvre en italien
- 1958 : L'Arlésienne d'Alphonse Daudet, musique de Georges Bizet, Théâtre Edouard VII, Festival des deux mondes
- 1958 : Virage dangereux de John Boynton Priestley, Théâtre Edouard VII, Théâtre Michel
- 1958 : Nous entrerons dans la carrière de René Catroux, Théâtre Edouard VII
- 1959 : La Descente d'Orphée de Tennessee Williams, adaptation Raymond Rouleau, Théâtre de l'Athénée
- 1959 : Carmen de Georges Bizet, Palais Garnier
- 1959 : Rashomon de Fay Kanin et Michaël Kanin, Théâtre National de Belgique
- 1960 : Ruy Blas de Victor Hugo, Comédie-Française
- 1961 : Les Papiers d'Aspern de Michael Redgrave d'après Henry James, adaptation Marguerite Duras, Robert Antelme, Théâtre des Mathurins
- 1962 : Hedda Gabler d'Henrik Ibsen, Théâtre Montparnasse
- 1962 : Le Génie des forêts d'Anton Tchekhov, Théâtre Mouffetard
- 1963 : Et jusqu'à Béthanie de Jean Giraudoux, Théâtre Montparnasse
- 1963 : Le Fil rouge d'Henry Denker, Théâtre du Gymnase
- 1963 : La ménagerie de verre de Tennessee Williams, adaptation Robert Antelme, Théâtre Mouffetard, puis au Théâtre de l'Épée de Bois
- 1963 : Des clowns par milliers d'Herb Gardner, adaptation Jean Cosmos, Théâtre du Gymnase
- 1964 : Lorenzaccio d'Alfred de Musset décors de Pier-Luigi Samaritani avec Pierre Vaneck, Théâtre Sarah Bernhardt
- 1965 : Les Oiseaux d'Aristophane, Théâtre Sarah Bernhardt
- 1965 : Notre petite ville de Thornton Wilder avec la Communauté théâtrale Théâtre de l'Épée de Bois
- 1966 : Hier à Andersonville d'Alexandre Rivemale d'après Saül Levitt, Théâtre de Paris
- 1966 : Seule dans le noir de Frederick Knott, adaptation Raymond Castans, Théâtre Édouard VII
- 1967 : Noir sur blanc de Brice Parain, Théâtre des Mathurins
- 1968 : Notre petite ville de Thornton Wilder, adaptation Jean Mauclair, Théâtre Hébertot
- 1968 : Les Yeux crevés de Jean Cau, Théâtre du Gymnase
- 1969 : Le Prix d'Arthur Miller, adaptation Thierry Maulnier, Théâtre Montparnasse
- 1969 : Noces de sang de Federico Garcia Lorca, Théâtre des Célestins
- 1970 : Hadrien VII de Peter Luke, adaptation Jean-Louis Curtis, Théâtre de Paris
- 1970 : Le Songe d'August Strindberg, adaptation Maurice Clavel, Comédie-Française
- 1970 : Une fille dans ma soupe de Terence Frisby, adaptation Marcel Moussy, Théâtre de la Madeleine
- 1970 : Au théâtre ce soir : Le Mari, la Femme et la Mort d'André Roussin, réalisation Pierre Sabbagh, Théâtre Marigny
- 1971 : Ruy Blas de Victor Hugo, Comédie-Française au Théâtre national de l'Odéon
- 1972 : Dialogues des carmélites de Francis Poulenc, d'après Georges Bernanos, Palais Garnier
- 1972 : Au théâtre ce soir : Un mari idéal d'Oscar Wilde, réalisation Pierre Sabbagh, Théâtre Marigny
- 1973 : Au théâtre ce soir : La Tête des autres de Marcel Aymé, réalisation Georges Folgoas, Théâtre Marigny
- 1973 : Henri IV de Luigi Pirandello, Comédie-Française
- 1974 : Ondine de Jean Giraudoux, Comédie-Française
- 1976 : Le Verre d'eau d'Eugène Scribe, Comédie-Française
- 1978 : La Nuit des tribades et La Plus Forte de Per Olov Enquist & August Strindberg, Petit Théâtre de Paris
- 1978 : Hôtel particulier de Pierre Chesnot, Théâtre de Paris
- 1979 : La Fraicheur de l'aube d'Herb Gardner, Théâtre de l'Athénée
- 1981 : Thérèse Raquin d'Émile Zola, Théâtre de Boulogne-Billancourt